# Tang Jialin
Pour les articles homonymes, voir Tang.
Tang Jialin (en chinois : 唐佳琳) est une biathlète chinoise née le 5 novembre 1991 à Baishan.

## Biographie
Active en ski de fond au début de sa carrière, elle participe à la Coupe du monde de biathlon à partir de 2010. Elle est sélectionnée pour ses premiers championnats du monde en 2011. Lors de la saison 2011-2012, elle réalise sa meilleure performance de loin avec une sixième place sur le sprint d'Hochfilzen, couplée à une onzième place en poursuite.
Aux Jeux olympiques d'hiver de 2014, elle est 55e du sprint, 50e de la poursuite, 57e de l'individuel et n'est pas classée en relais. Aux Championnats du monde 2016 à Oslo, elle obtient son meilleur résultat en grand championnat avec une quinzième place sur le sprint.
Aux Jeux olympiques d'hiver de 2018, elle est 70e du sprint et 66e de l'individuel.
Elle prend part ensuite aux Championnats du monde 2019 et 2020, mais ne concourt pas en 2021, se préparant pour les Jeux olympiques d'hiver de 2022 à Pékin.

## Palmarès

### Jeux olympiques d'hiver
| Épreuve / Édition                | Individuel | Sprint | Poursuite | Mass start | Relais | Relais mixte |
| Jeux olympiques 2014 Sotchi      | 57e        | 55e    | 50e       | -          | -      | -            |
| Jeux olympiques 2018 Pyeongchang | 66e        | 70e    | -         | -          | -      | -            |

Légende :
- - : Non disputée par Tang Jialin

### Championnats du monde
| Épreuve / Édition                | Individuel | Sprint | Poursuite | Mass start | Relais | Relais mixte | Relais mixte simple              |
| Mondiaux 2011 Khanty-Mansiïsk    | 41e        | 69e    | —         | —          | 16e    | 19e          | Épreuve inexistante à cette date |
| Mondiaux 2012 Ruhpolding         | 94e        | 90e    | —         | —          | 25e    | 26e          | Épreuve inexistante à cette date |
| Mondiaux 2013 Nové Město         | 30e        | 38e    | 31e       | —          | 16e    | —            | Épreuve inexistante à cette date |
| Mondiaux 2015 Kontiolahti        | 59e        | 71e    | —         | —          | 17e    | 22e          | Épreuve inexistante à cette date |
| Mondiaux 2016 Holmenkollen       | 30e        | 15e    | 34e       | —          | 21e    | —            | Épreuve inexistante à cette date |
| Mondiaux 2017 Hochfilzen         | 69e        | 52e    | 44e       | —          | —      | —            | Épreuve inexistante à cette date |
| Mondiaux 2019 Östersund          | 40e        | 41e    | 52e       | —          | 17e    | —            | 22e                              |
| Mondiaux 2020 Antholz-Anterselva | 38e        | 71e    | —         | —          | 16e    | —            | 21e                              |

Légende :
- - : pas de participation à l'épreuve.
- : épreuve inexistante lors de cette édition.

### Coupe du monde
- Meilleur classement général : 59e en 2012.
- Meilleur résultat individuel : 6e.

#### Classements en Coupe du monde
| Année     | Classement général final | Sprint | Poursuite | Individuel | Mass start |
| 2010-2011 | 74e                      | 63e    | 71e       | -          | -          |
| 2011-2012 | 59e                      | 54e    | 48e       | -          | -          |
| 2012-2013 | 76e                      | 90e    | 70e       | 53e        | -          |
| 2013-2014 | 84e                      | -      | 79e       | 39e        | -          |
| 2014-2015 | 66e                      | -      | 47e       | -          |            |
| 2015-2016 | 68e                      | 64e    | 75e       | 52e        | -          |
| 2016-2017 | 67e                      | 66e    | 63e       | -          | 45e        |
| 2017-2018 | 96e                      | -      | 89e       | -          | -          |
| 2018-2019 | 83e                      | 66e    | 82e       | 70e        | -          |
| 2019-2020 | 63e                      | 56e    | 58e       | 64e        | -          |

### Championnats du monde de biathlon d'été
- Médaille de bronze du sprint et de la poursuite en 2014 à Tioumen.

### Jeux asiatiques
- Médaille d'argent du relais en 2011.

### Palmarès en ski de fond

#### Coupe du monde
- Meilleur classement général : 113e en 2007.
- Meilleur résultat : 29e.

#### Classements détaillés
| Saison / Épreuve | Saison / Épreuve | Général | Général | Disatnce | Disatnce |
| Saison / Épreuve | Saison / Épreuve | Class.  | Points  | Class.   | Points   |
| ---------------- | ---------------- | ------- | ------- | -------- | -------- |
| 2007             | 2007             | 113e    | 2       | 189e     | 2        |